# Moina minuta
Moina minuta är en kräftdjursart som beskrevs av Hansen 1899. Moina minuta ingår i släktet Moina och familjen Moinidae. Inga underarter finns listade i Catalogue of Life.